# Foncine-le-Haut
Foncine-le-Haut – miejscowość i gmina we Francji, w regionie Burgundia-Franche-Comté, w departamencie Jura.
Według danych na rok 1990 gminę zamieszkiwało 855 osób, a gęstość zaludnienia wynosiła 30 osób/km² (wśród 1786 gmin Franche-Comté Foncine-le-Haut plasuje się na 196. miejscu pod względem liczby ludności, natomiast pod względem powierzchni na miejscu 40.).